# Karl von Neidhardt
Karl von Neidhardt (* 10. November 1831 in Alsfeld; † 13. März 1909 in Berlin) war ein deutscher Verwaltungsjurist und Großherzoglich hessischer außerordentlicher Gesandter und Bevollmächtigter beim Bundesrat.

## Leben

Karl von Neidhardt (Mitte) als Heidelberger Rhenane (Lithographie von Carl Schubart, 1852)

Neidhardt besuchte das Gymnasium in Darmstadt und studierte ab Herbst 1849 Rechtswissenschaften in Gießen (Mitglied des Corps Teutonia) und Heidelberg (Mitglied des Corps Rhenania). Im Frühjahr 1854 legte er das Fakultätsexamen ab, 1855 die Promotionsprüfung, 1856 das Staatsexamen. Nach Stationen als Akzessist in Darmstadt und Groß-Gerau wurde er 1861 Ministerialsekretär im Ministerium des Großherzoglichen Hauses und des Äußern, 1867 Legationsrat, 1868 Geheimer Legationsrat und Vortragender Rat, 1870 Ministerialrat. Im November 1874 wechselte er in das Gesamtministerium. 1876 wurde er außerordentlicher Gesandter und bevollmächtigter Minister am preußischen Hof in Berlin, 1878 Staatsrat, 1884 Wirklicher Geheimer Rat. Zuletzt war Neidhardt Großherzoglich hessischer Gesandter und Bevollmächtigter zum Bundesrat, wo er auch die Fürstentümer Lippe und Schaumburg-Lippe vertrat. 1908 trat er in den Ruhestand.

## Auszeichnungen
Karl Neidhardt war Träger zahlreicher hoher Orden und Ehrenzeichen, darunter des Großkreuzes mit Krone des Verdienstordens Philipps des Großmütigen, des Großkreuzes des Ludwigsordens, des russischen Ordens der Heiligen Anna II. Klasse, des Großoffizierkreuzes des belgischen Leopold-Ordens, des Komturkreuzes des Ordens vom Heiligen Michael, des preußischen Kronenordens I. Klasse, des Großkreuzes des Roten Adlerordens, des Großkreuzes mit der Krone in Gold des Mecklenburgischen Hausordens der Wendischen Krone und des Großkreuzes des Ordens vom Zähriger Löwen.
Am 25. Januar 1895 wurde er in den erblichen Adelsstand erhoben.